# Clarion Girl
A Clarion Girl é uma personagem do tipo "garota propaganda" japonesa escolhida para representar produtos da empresa de equipamentos de som para automóvel Clarion na televisão e campanhas publicitárias de impressão. Um novo mandatário é escolhido anualmente, e muitas modelos e atrizes foram lançadas ou reforçadas devido a serem selecionadas durante o concurso anual.
As campanhas Clarion Girl começaram em 1975 com a seleção de Agnes Lum como o primeiro Clarion Girl.  Talentos como Setsuko Karasuma, Masumi Miyazaki, Ren Hou, Shiho Shinjō, Noriko Tachikawa, e Chiaki Hara foram escolhidas nos anos seguintes.  A partir de 2002, a Clarion parou de selecionar uma por ano, e começou a trabalhar em conjunto com a Fuji TV, ampliando em publicidade na internet.

## Clarion Girls ao longo dos anos
1. Agnes Lum (1975)
2. Maile Dale (1976)
3. Sabine Kaneko (1977)
4. Mayumi Horikawa (1978)
5. Naomi Tanaka (1979)
6. Setsuko Karasuma (1980)
7. Yumi Hasegawa (1981)
8. Kaoru Ōtake (1982)
9. Emi Kagawa (1983)
10. Yuri Kurokawa (1984)
11. Masumi Miyazaki (1985)
12. Mika Shiokawa (1986)
13. Miki Kawashima (1987, nome real Daria Kawashima)
14. Ren Hou (1988)
15. Megumi Yūki (1989)
16. Reiko Katō (1990)
17. Shōko Ueda (1991)
18. Shiho Shinjō (1992)
19. Noriko Tachikawa (1993)
20. Misa Takada (1994)
21. Chiaki Hara (1995)
22. Naoko Izumi (1996)
23. Rie Kasai (1997)
24. Sayo Aizawa (1998)
25. Natsu Tōdō (1999)
26. Ai Hazuki (2000)
27. Eliana Silva (2001)
28. Airi Tōriyama (2003)
29. Aoi (2004)
30. Miku Sano (2005)
31. Uri Yun (2006)

Fontes:

## Relações OEM
Fabricantes nas quais a Clarion mantém uma relação OEM para fornecer vários componentes distintos
:
- Alfa Romeo
- Citroën
- Daihatsu
- Fiat
- Ford
- General Motors
- Hino Motors
- Honda
- Hyundai
- Isuzu
- Land Rover
- Mazda
- Nissan
- Peugeot
- Porsche
- Renault
- Subaru
- Suzuki
- Toyota
- Volkswagen